# Georg Stanford Brown
Georg Stanford Brown (L'Avana, 24 giugno 1943) è un attore e regista cubano naturalizzato statunitense.

## Filmografia parziale

### Attore
- I commedianti (The Comedians), regia di Peter Glenville (1967)
- I diavoli di Dayton (Dayton's Devils), regia di Jack Shea (1968)
- Bullitt, regia di Peter Yates (1968)
- Colossus: The Forbin Project, regia di Joseph Sargent (1969)
- Nessuno ci può fermare (Stir Crazy), regia di Sidney Poitier (1980)
- Dreaming of Julia, regia di Juan Gerard (2003)

### Regista
- A tutte le auto della polizia (The Rookies) – serie TV, 4 episodi (1975-1976)
- Starsky & Hutch – serie TV, 3 episodi (1977)
- In casa Lawrence (Family) – serie TV, un episodio (1978)
- Fantasilandia (Fantasy Island) – serie TV, un episodio (1978)
- Charlie's Angels – serie TV, 8 episodi (1977-1979)
- Radici - Le nuove generazioni (Roots: The Next Generations) – miniserie TV, un episodio (1979)
- Ralph supermaxieroe (The Greatest American Hero) – serie TV, un episodio (1981)
- Saranno famosi (Fame) – serie TV, un episodio (1983)
- Hardcastle & McCormick – serie TV, un episodio (1984)
- Professione pericolo (The Fall Guy) – serie TV, un episodio (1984)
- Magnum, P.I. – serie TV, 2 episodi (1984)
- Miami Vice – serie TV, 2 episodi (1984-1985)
- Detective per amore (Finder of Lost Loves) – serie TV, un episodio (1985)
- Hotel – serie TV, un episodio (1985)
- Hill Street giorno e notte (Hill Street Blues) – serie TV, 7 episodi (1981-1986)
- New York New York (Cagney & Lacey) – serie TV, 5 episodi (1982-1986)
- Dynasty – serie TV, 4 episodi (1984-1986)
- Un commissario all'inferno (Alone in the Neon Jungle) – film TV (1988)
- Il sogno di Helen (The Reading Room) – film TV (2005)

## Doppiatori italiani
Nelle versioni in italiano delle opere in cui ha recitato, Georg Stanford Brown è stato doppiato da:
- Osvaldo Ruggieri in Radici, Radici - Le nuove generazioni
- Vittorio Di Prima in Bullitt
- Giorgio Locuratolo in A tutte le auto della polizia
- Giancarlo Prete in L'angioletto senza ali
- Michele Gammino in Matlock
- Stefano Mondini in Linc's
- Cesare Rasini in Nip/Tuck
- Mario Bombardieri in Giudice Amy
- Claudio Fattoretto in Shackles - Benvenuti alla scuola dei duri

## Premi e riconoscimenti
- Primetime Emmy Awards
  - 1986 - Migliore regia di una serie drammatica - New York New York (Cagney & Lacey), episodio Parting Shots